# Puy Brunet
Le puy Brunet est un sommet montagneux du Massif central situé dans le département du Cantal. Il s'élève à 1 806 mètres d'altitude au sein des monts du Cantal.

## Géographie
Il se trouve entre les communes de Saint-Jacques-des-Blats et de Brezons, au sud-ouest du Plomb du Cantal.

## Randonnée
Les sentier de grande randonnée 400 et sentier de grande randonnée 465 y passent.